# 楠木七城
楠木七城（くすのきしちじょう）は、後醍醐天皇の呼び掛けに応じた楠木正成が鎌倉幕府への抵抗の拠点とするために築城した城砦群。現在の大阪府南河内郡千早赤阪村・富田林市・河内長野市にかけて城跡が残る。
1. 千早城
2. 下赤坂城
3. 小根田城（上赤坂城の一部）
4. 桐山城（上赤坂城の一部）
5. 烏帽子形城
6. 龍泉寺城（嶽山城）
7. 金胎寺城

の七つの城を言う。